# Заря (сельское поселение Коммунарский)
Заря́ — посёлок в Красноярском районе Самарской области, входит в состав сельского поселения Коммунарский.

## География
Посёлок находится на расстоянии примерно 25 км (по прямой) к северо-западу от села Красный Яр, административного центра района.

## Население
| 2010 |
| ---- |
| 4    |

### Национальный состав
Согласно результатам переписи 2002 года, в национальной структуре населения русские составляли 74 % из 19 чел.